# كالفين موراي
كالفين موراي (بالإنجليزية: Calvin Murray)‏ هو لاعب كرة قدم أمريكية أمريكي، ولد في 18 أكتوبر 1958.

## وصلات خارجية
- كالفين موراي على موقع مرجع كرة القدم المحترفة.كوم (الإنجليزية)